# Картянское городище
Картянское городище (иные варианты наименования — гора Пилес, Шведу или Лужтес) — городище, находящееся на противоположном от городка Картяна берегу реки Минии. Комплекс городища с 1997 года является объектом культурного наследия национального значения и охраняется государством, код в Регистре культурных ценностей Литовской Республики 23783. С вершины городища открывается вид на городок, излучину Минии и близлежащие долины.

## История
Городище датируется VIII—XIII вв., стоявший на нём деревянный замок был важным оборонительным и административным центром куршской земли Цеклис. В письменных источниках Картяна впервые упоминается в 1253 году.
Легенда гласит, что название «Картяна» городище получило после того, как на возвышавшийся на нём замок жямайтийского короля напали шведское и русское войска, между которыми завязался бой. Вождь жямайтов, наблюдавший из замковой башни за развернувшимся в долине сражением, обращаясь к подданным, воскликнул: Veizėkiet, karė tenā! («Смотрите, там война!»). Именно от сочетания слов karė tenā якобы и пошло название Картяна.
В 2012 году на средства структурных фондов ЕС городище и его окрестности приведены в порядок и приспособлены для посещения. Городище, мифологический камень «Лаумес кулис» и Лурд объединяет обзорный кольцевой маршрут общей протяженностью 2,8 км.

## Галерея

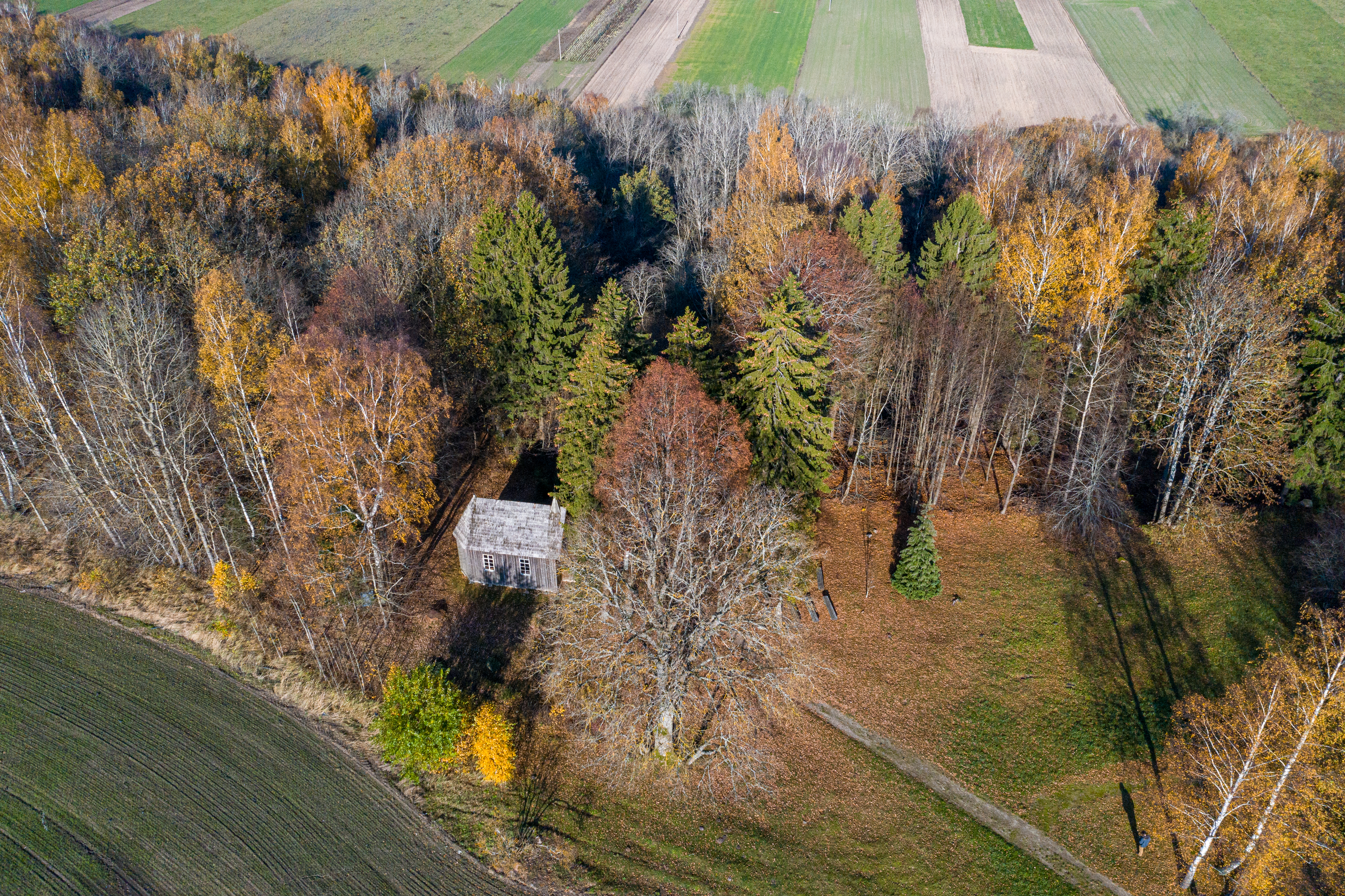
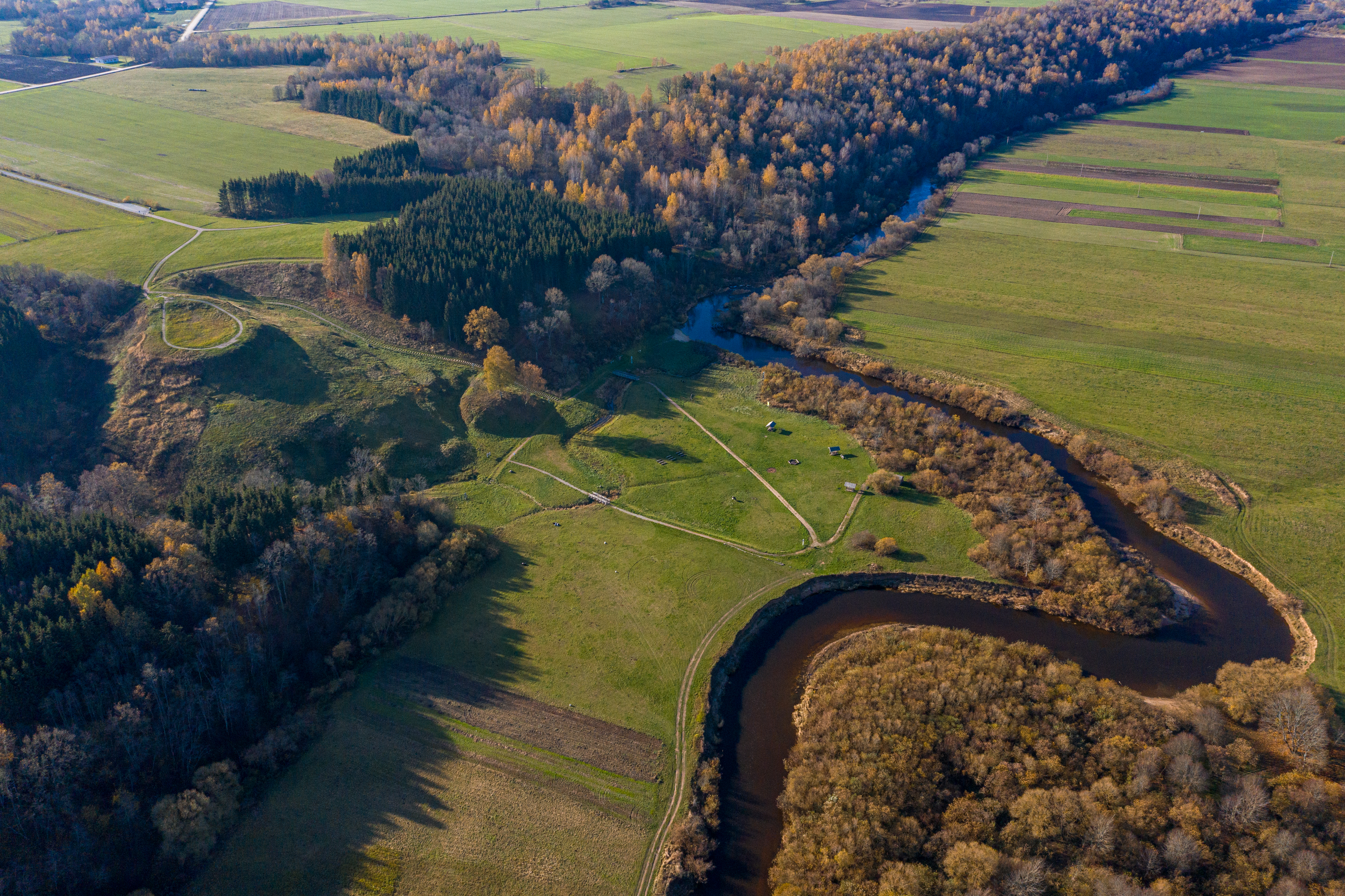
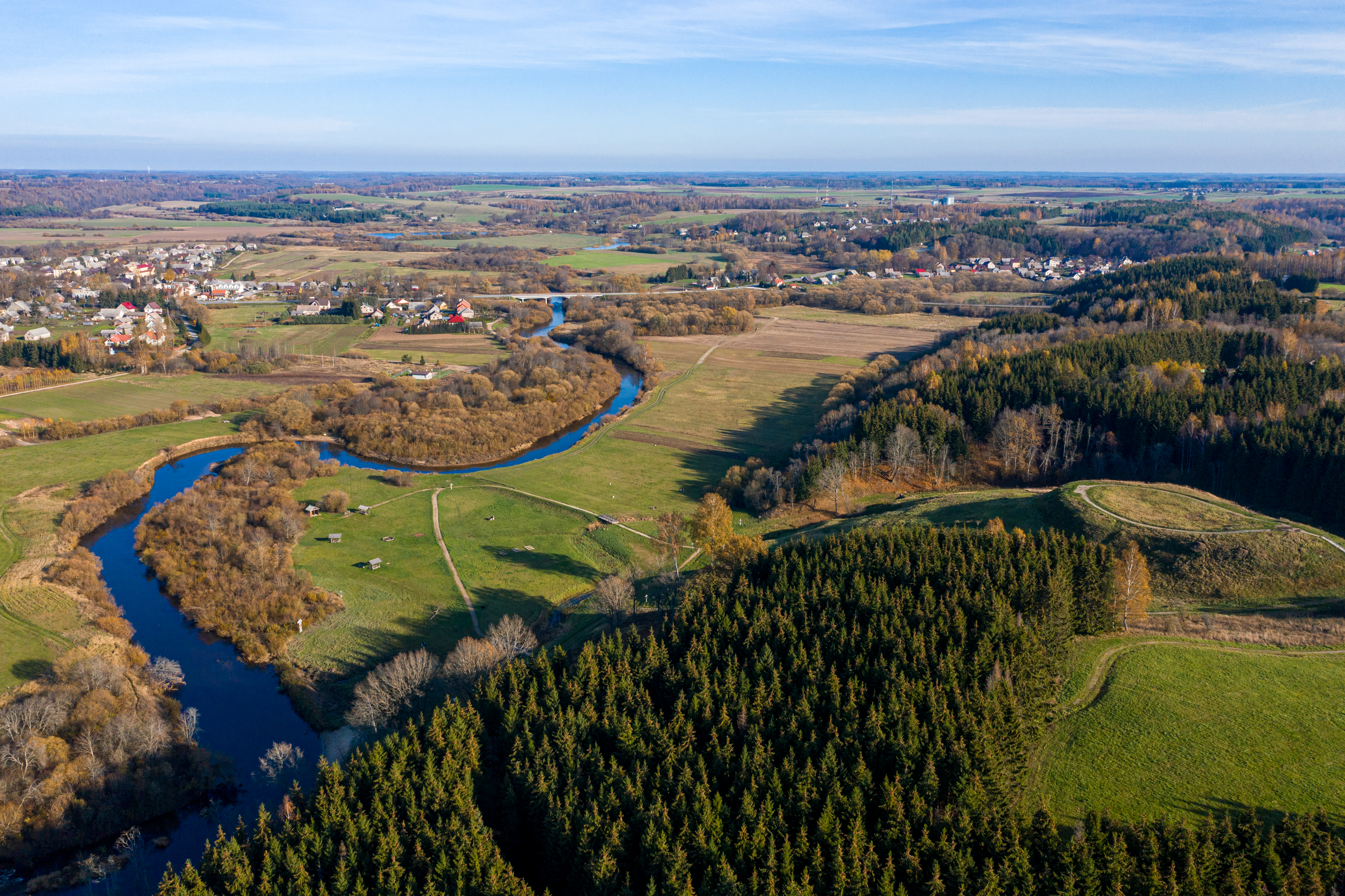
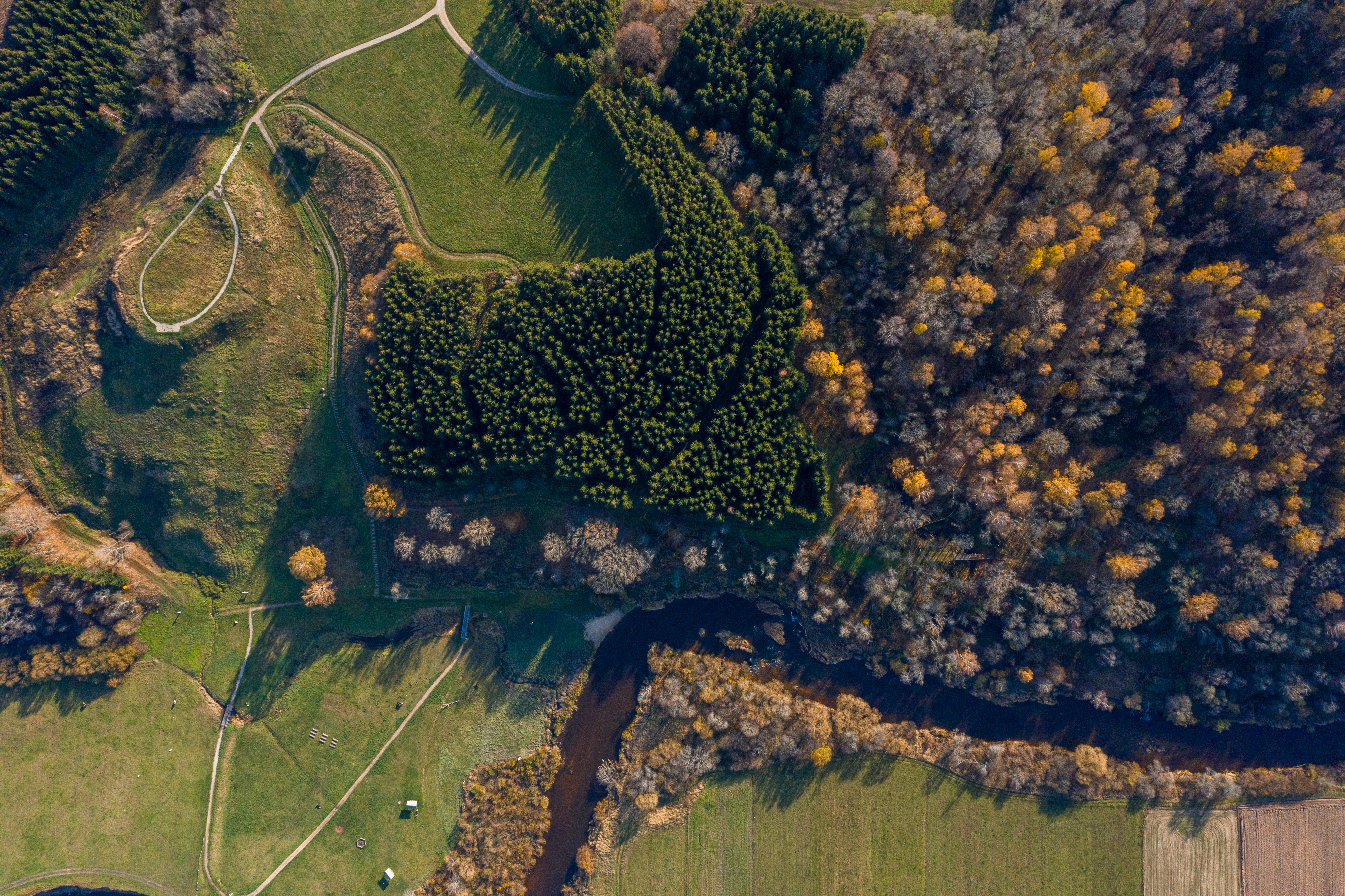